# Progenitorzelle
Eine Progenitorzelle oder Vorläuferzelle ist der Abkömmling einer multipotenten adulten Stammzelle oder wurde aus fetalem Gewebe isoliert. Sie weist einerseits hinsichtlich ihrer Regenerationsfähigkeit Stammzelleigenschaften auf, ist aber andererseits auf einen künftigen Funktionsbereich festgelegt – allerdings ist diese „Festlegung“ noch umkehrbar. Progenitorzellen werden daher gelegentlich auch als determinierte Stammzellen bezeichnet.
In jüngerer Zeit wurden in vielen Geweben Vorläuferzellen nachgewiesen, so im Herzen, in der Muskulatur, im Fettgewebe, in der Haut und im Gehirn. 
Da das Forschungsgebiet sich derzeit dynamisch entwickelt, ist die Nomenklatur ebenfalls noch im Fluss; die Bezeichnung Progenitorzelle wird daher gelegentlich auch als Synonym für Stammzelle verwendet, gelegentlich aber auch ganz eng gefasst für die Vorläuferzellen des blutbildenden Systems.

## Hämatopoetische Vorläuferzellen
Hämatopoetische Vorläuferzellen sind weitestgehend undifferenzierte Vorläuferzellen des blutbildenden Systems, aus denen sich verschiedene weiße Blutkörperchen oder rote Blutkörperchen entwickeln können. Sie kommen vor allem im Knochenmark vor, in geringer Konzentration aber auch im Blutgefäßsystem.

## Endotheliale Vorläuferzellen (EPC)
Als endotheliale Vorläuferzellen werden im Blut zirkulierende Zellen bezeichnet, die die Fähigkeit haben, zu Endothelzellen zu differenzieren. Die Charakterisierung dieser Zellen ist derzeit nicht genau definiert. Zumeist werden Blutzellen als EPCs bezeichnet, die spezifischen Zelloberflächenproteine von Vorläuferzellen tragen und gleichzeitig bereits charakteristische Endothelzellproteine besitzen. Derzeit wird untersucht, ob sich EPCs zur Therapie von Herz- und Gefäßkrankheiten eignen.

## Belege
1. ↑  Vorläuferzelle. Auf: spektrum.de.